# Ikedella artemiivanovi
Ikedella artemiivanovi är en djurart som tillhör fylumet skedmaskar, och som beskrevs av Murina, V.V. 1976. Ikedella artemiivanovi ingår i släktet Ikedella och familjen Bonelliidae. Inga underarter finns listade i Catalogue of Life.